# Reinhard Keiser
Reinhard Keiser (ur. w styczniu 1674 w Teuchern, zm. 12 września 1739 w Hamburgu) – niemiecki kompozytor epoki baroku. 
Tworzył głównie w Hamburgu. Skomponował ponad 100 oper. W roku 1745 Johann Adolf Scheibe stwierdził, że Keiser jest równie dobrym kompozytorem jak Johann Kuhnau, Georg Friedrich Händel i Georg Philipp Telemann (również związany z operą hamburską – Oper am Gänsemarkt), lecz po śmierci został zapomniany i dopiero od niedawna wraca do łask. Najsłynniejszą z jego oper jest Croesus (Krezus) z roku 1710, wystawiona ponownie w 1730 roku.

## Dzieciństwo i młodość
Urodził się w Teuchern niedaleko Weißenfels jako syn organisty i nauczyciela Gottfrieda Keisera (ur. ok. 1650). Kształcili go organiści Johann Schelle i Johann Kuhnau, bezpośredni poprzednicy J.S. Bacha jako kantora w Lipsku. W okresie dzieciństwa Keisera spędzonego w Teuchern (1674–1685) i jego studiów w Lipsku (1685-1692) dwór w Weißenfels urósł do rangi jednego z ważnych ośrodków muzycznych w Niemczech. W roku 1677 działało tam 16 muzyków, zaś w 1726 roku, 32 muzyków: kapelmistrz, 6 wokalistów, 5 instrumentalistów, 8 trębaczy, 1 tympanista, 7 oboistów i fagocistów, 2 waltornistów i 1 kalkant (kalikant).

## Początki kariery
W roku 1694 Keiser został nadwornym kompozytorem księcia Brunszwik-Wolfenbüttel, choć zapewne był tam już w 1692 roku, by oglądać przedstawienia w operze miejskiej liczącej 1200 miejsc (Theather am Gänsemarkt), działającej od roku 1691. Tam Keiser wystawił swą pierwszą operę Procris und Cephalus, w tym samym roku Hamburg ujrzał kolejną operę Kaisera Basilius, którą pochwalił sam król krytyki muzycznej ówczesnego Hamburga i Niemiec Północnych, Johann Mattheson.

## Opera Hamburska

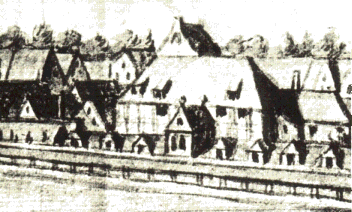
Oper am Gänsemarkt w latach dwudziestych XVIII w.

Po 1697 roku osiedlił się na stałe w Hamburgu i został głównym dyrektorem odnowionej Oper am Gänsemarkt, przerabianej od 1697 do 1717 roku. Od 1703 do 1709 roku Keiser urządzał w niej dwa-trzy przedstawienia tygodniowo. Dla magistratu Hamburga Keiser komponował opery, serenady i muzykę okolicznościową. W roku 1712 Reinhard Keiser poślubił Barbarę Oldenburg, córkę Hieronymusa Oldenburga, muzyka miejskiego z Hamburga. Mieli dwoje dzieci; w 1712 roku urodziła się Sophia Dorothea Louyse, a w 1718 roku syn Wilhelm Friedrich.

## Poszukiwanie innego zatrudnienia

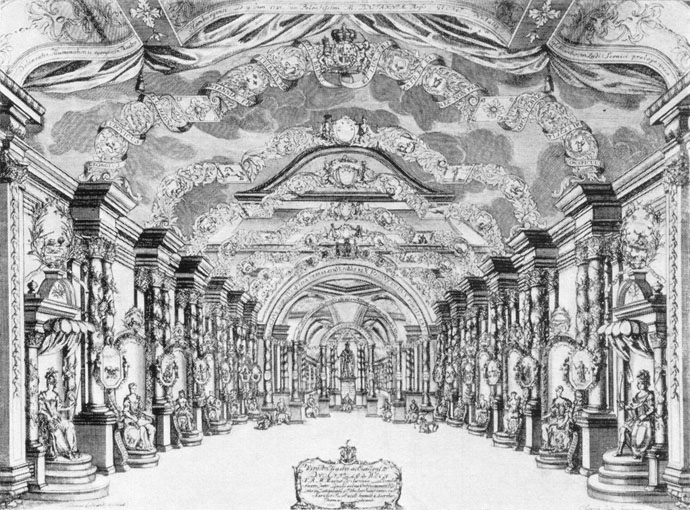
Gänsemarktoper – wnętrze

W roku 1718, gdy opera hamburska podupadła, opuścił miasto by szukać zatrudnienia. Jego droga wiodła przez Turyngię i Stuttgart. Z tego okresu przetrwały trzy manuskrypty sonat skrzypcowych. Podczas lata 1721 roku znów odwiedził Hamburg, ale już po kilku tygodniach wyruszył nagle do Danii. Cała Kopenhaga oklaskiwała występy jego hamburskiej trupy teatralnej. Powodem wyjazdu mogła być coraz silniejsza pozycja, jaką w Oper am Gänsemarkt zdobywał sobie Georg Philipp Telemann, zaangażowany przez magistrat w czasie nieobecności Keisera. Między 1721 a 1727 rokiem Keiser podróżował nieustannie między Hamburgiem a Kopenhagą. Duński król nadał mu tytuł mistrza Królewskiej Opery Duńskiej.
Po rozwiązaniu trupy Keiser znów powrócił do Hamburga, lecz sytuacja stała się dla niego trudna. Z okresu między 1722 a 1734 rokiem przetrwały trzy opery. Osobiste relacje między Keiserem a Telemannem pozostały dobre. Telemann wystawiał nadal wiele oper Keisera.
W roku 1728 Keiser został precentorem katedry w Hamburgu i do śmierci pisał głównie muzykę kościelną.

## Wybrane dzieła

### Opery
- Der königliche Schäfer oder Basilius in Arkadien (prawdopodobnie Brunszwik 1693)
- Cephalus und Procris (Brunszwik 1694)
- Der geliebte Adonis (Hamburg 1697)
- Der bei dem allgemeinen Welt-Frieden von dem Großen Augustus geschlossene Tempel des Janus (Hamburg 1698)
- Die wunderbar errettete Iphigenia (Hamburg 1699)
- Die Verbindung des großen Herkules mit der schönen Hebe (Hamburg 1699)
- La forza della virtù oder Die Macht der Tugend (Hamburg 1700)
- Störtebeker und Jödge Michels (Hamburg 1701)
- Die sterbende Eurydice oder Orpheus (Hamburg 1702)
- Die verdammte Staat-Sucht, oder Der verführte Claudius (Hamburg 1703)
- Der gestürzte und wieder erhöhte Nebukadnezar, König zu Babylon (Hamburg 1704)
- Die römische Unruhe oder Die edelmütige Octavia (Hamburg 1705)
- Die kleinmütige Selbst-Mörderin Lucretia oder Die Staats-Torheit des Brutus (Hamburg 1705)
- Die neapolitanische Fischer-Empörung oder Masaniello furioso (Hamburg 1706)
- Der angenehme Betrug oder Der Carneval von Venedig (Hamburg 1707)
- La forza dell’amore oder Die von Paris entführte Helena (Hamburg 1709)
- Desiderius, König der Langobarden (Hamburg 1709)
- Der durch den Fall des großen Pompejus erhöhete Julius Caesar (Hamburg 1710)
- Der hochmütige, gestürzte und wieder erhabene Croesus (Hamburg 1711, kolejna wersja Hamburg 1730)
- L’inganno fedele oder Der getreue Betrug (Hamburg 1714)
- Fredegunda (Hamburg 1715)
- L’Amore verso la patria oder Der sterbende Cato (Hamburg 1715)
- Das zerstörte Troja oder Der durch den Tod Helenens versöhnte Achilles (Hamburg 1716)
- Die großmütige Tomyris (Hamburg 1717)
- Jobates und Bellerophon (Hamburg 1717)
- Ulysses (Kopenhaga 1722)
- Bretislaus oder Die siegende Beständigkeit (Hamburg 1725)
- Der lächerliche Printz Jodelet (Hamburg 1726)
- Lucius Verus oder Die siegende Treue (Hamburg 1728)

### Oratoria
- Der blutige und sterbende Jesus, Hamburg (1704), libretto Christian Friedrich Hunold (Menantes)
- Thränen unter dem Kreutze Jesu, Hamburg (1711)
- Brockespassion, Hamburg (1712), rękopis przechowywany w Berlinie[1][2][3]
- Lukas-Passion Wir gingen all in der Irre, Hamburg (1715)
- Seelige / Erlösungs-Gedancken / Aus dem / Oratorio / Der / Zum Tode verurtheilte und gecreutzigte / Jesus ... von / Reinhard Keisern,... Hamburg, Auf Unkosten des Autoris, und zu finden bey seel. Benjamin Schillers Wittwe im Thum / Anno 1715. Hamburg (1715)[4] – przeróbka Thränen unter dem Kreutze Jesu
- Der siegende David. Hamburg (1717) rękopis przechowywany w Berlinie
- Oratorium Passionale 1729: Der blutige und sterbende Jesus, Hamburg (1729), libretto: Christian Friedrich Hunold (Menantes)